# Amatorculus
Amatorculus là một chi nhện trong họ Salticidae.